# فيكتور ماتفينكو
فيكتور ماتفينكو (بالأوكرانية: Віктор Антонович Матвієнко)‏، من مواليد 9 نوفمبر 1948، لاعب كرة قدم سوفيتي سابق، ومدرب كرة قدم أوكراني سابق.
لعب مع منتخب الاتحاد السوفيتي لكرة القدم.

## روابط خارجية
- فيكتور ماتفينكو على موقع الاتحاد الدولي (مؤرشف)  (الإنجليزية)
- فيكتور ماتفينكو على موقع قاعدة بيانات كرة القدم.إي يو (الإنجليزية)
- فيكتور ماتفينكو على موقع ناشيونال فوتبول تيمز (الإنجليزية)
- فيكتور ماتفينكو على موقع عالم كرة القدم.نت (الإنجليزية)
- فيكتور ماتفينكو على موقع اللجنة الأولمبية الدولية (الإنجليزية)
- فيكتور ماتفينكو على موقع أوليمبيديا (الإنجليزية)